# 2002 en sports équestres
Chronologie des sports équestres
- 2001 en sports équestres - 2002 en sports équestres - 2003 en sports équestres

Cet article présente les faits marquants de l'année 2002 en sports équestres.

## Événements

### Avril
- 25 avril 2002 : le cavalier allemand Otto Becker sur Dobel's Cento remporte la finale de la Coupe du monde de saut d'obstacles 2001-2002 à Leipzig (Allemagne)[1].

### Septembre
- 1er septembre 2002 : Stéphane Chouzenoux est champion du monde d'attelage à un cheval à Conty en France[2].
- 6 septembre au 15 septembre 2002 : la France remporte le Championnat d'Europe de polo 2002 à Rome en Italie.
- 10 septembre au 22 septembre 2002 : les Jeux équestres mondiaux de 2002 se sont déroulées à Jerez de la Frontera en Espagne.